# سوق حنون
سوق حنون هو من أقدم وأشهر أسواق بغداد الشعبية لبيع المواد الغذائية كاللحم والدجاج والسمك والبيض وأنواع الفواكه والخضروات، ويقال أنه سمى نسبةً إلى شخص يدعى حنون كان يجلب سلال البيض من الريف إلى هذا السوق، والسوق يقع ضمن منطقة كان يمتلكها اليهود قبل إسقاط جنسيتهم العراقية وتركهم لبغداد ويقع في محلة قنبر علي، وهو امتداد لسوق قنبر علي بقسمية سوق حنون الكبير وسوق حنون الصغير، وبقي هذا السوق مهمل ويعاني من تراكم الاوساخ فيه، وكما يذكر فأن اليهود في بغداد كانوا من أكثر من يزورون هذا السوق ويتمتعون بخيارته حيث انة كان معروف برخص بضاعته.